# ニジキジ

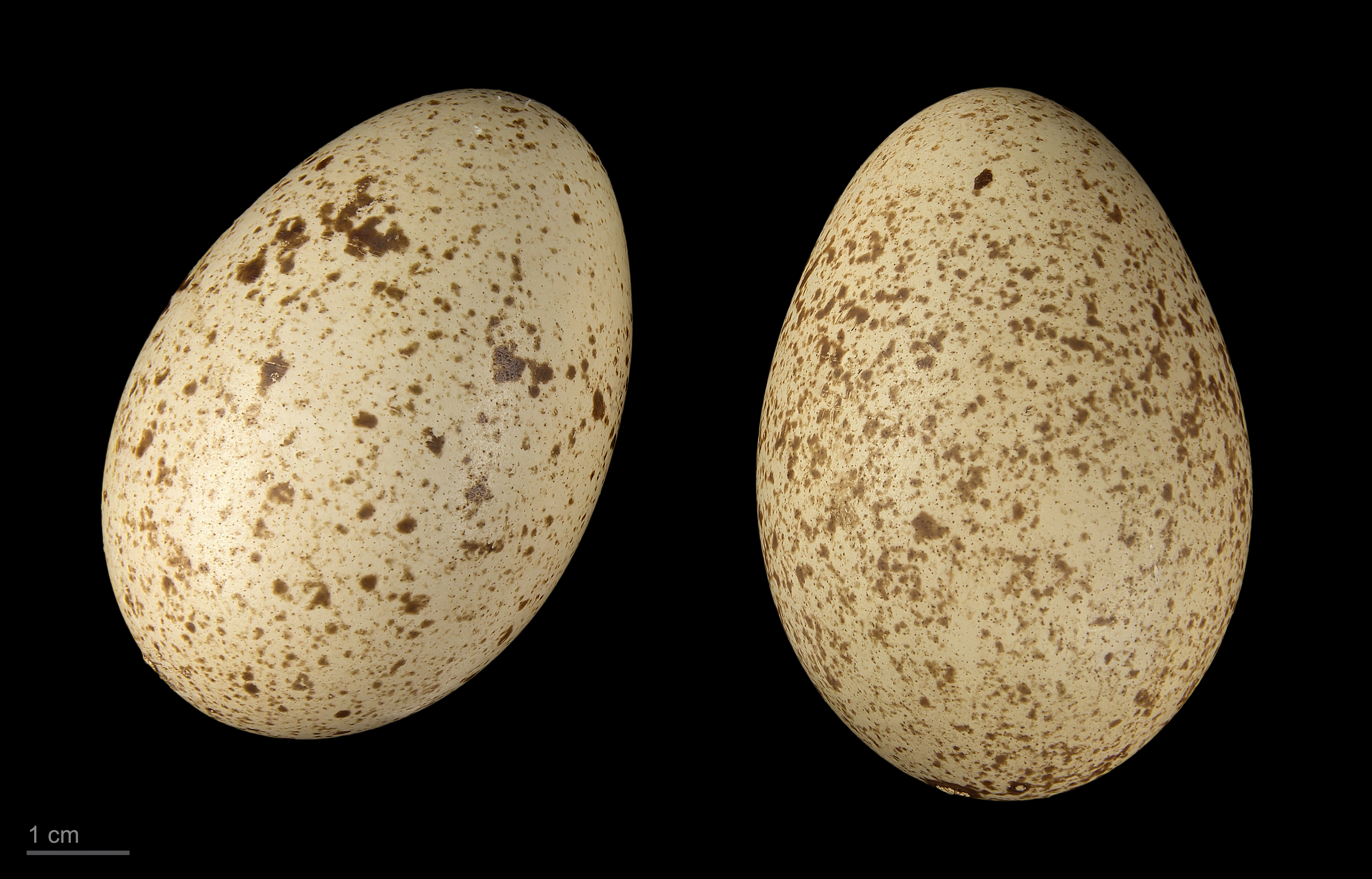
Lophophorus impejanus

ニジキジ（虹雉、学名：Lophophorus impejanus）は、キジ目キジ科に分類される鳥類の一種。
ネパールの国鳥。

## 分布
インド、チベット、ネパール、中国

## 形態
全長60〜70cm、体重1.8〜2.5kg程になる大型のキジ。体つきは他のキジ類に比べがっしりとしており、相対的に尾羽は短い。頑丈な足と、太い鉤型の嘴を持つ。雌雄異型で、オスは金属光沢のあるビロード状の豪奢な羽毛と、先端が葉の形に広がった直立する冠羽を持つ。メスは褐色に斑模様でオスよりもずっと地味。

## 生態
標高2500〜5000mの高山帯に単独かつがい、或いは3〜4羽ほどのごく小さな群れで生活する。頑丈な足や嘴で地面を掻き毟り、草の根や雪に埋もれた草の実、昆虫などの餌を探す。オスは繁殖期、翼や尾を広げて美しい羽を誇示するディスプレイでメスを惹きつける。岩陰や草地などの陰を足で掘って浅い窪みを作り、それを巣として産卵する。

## 絶滅危惧評価
- LEAST CONCERN (IUCN Red List Ver. 3.1 (2001))
[1]

## 参照・注釈
1. ↑  Lophophorus impejanus  (Species Factsheet by BirdLife International)